# 2848 ASP
أي أس بي (ويعرف أيضًا باسم 2848 أي أس بي وفق تسمية الكوكب الصغير) (بالإنجليزية: ASP)‏ هو كويكب ضمن حزام الكويكبات؛ وترتيبه 2848 من حيث الاكتشاف.
اكتُشف هذا الجُرم الفلكي بواسطة Indiana Asteroid Program ‏ في 8 نوفمبر 1959، وأُطلق عليه هذا الاسم نسبةً إلى الجمعية الفلكية في منطقة المحيط الهادئ.

## وصلات خارجية
- 2848 ASP في قاعدة بيانات مختبر الدفع النفاث لأجرام النظام الشمسي الصغيرة

- الاكتشاف · مخطط المدار ·  العناصر المدارية · المعلمات المادية

- 2848 ASP على موقع ويكي سكاي: DSS2, SDSS, GALEX, IRAS, Hydrogen α, X-Ray, Astrophoto, Sky Map, Articles and images